# Linda Lundgren

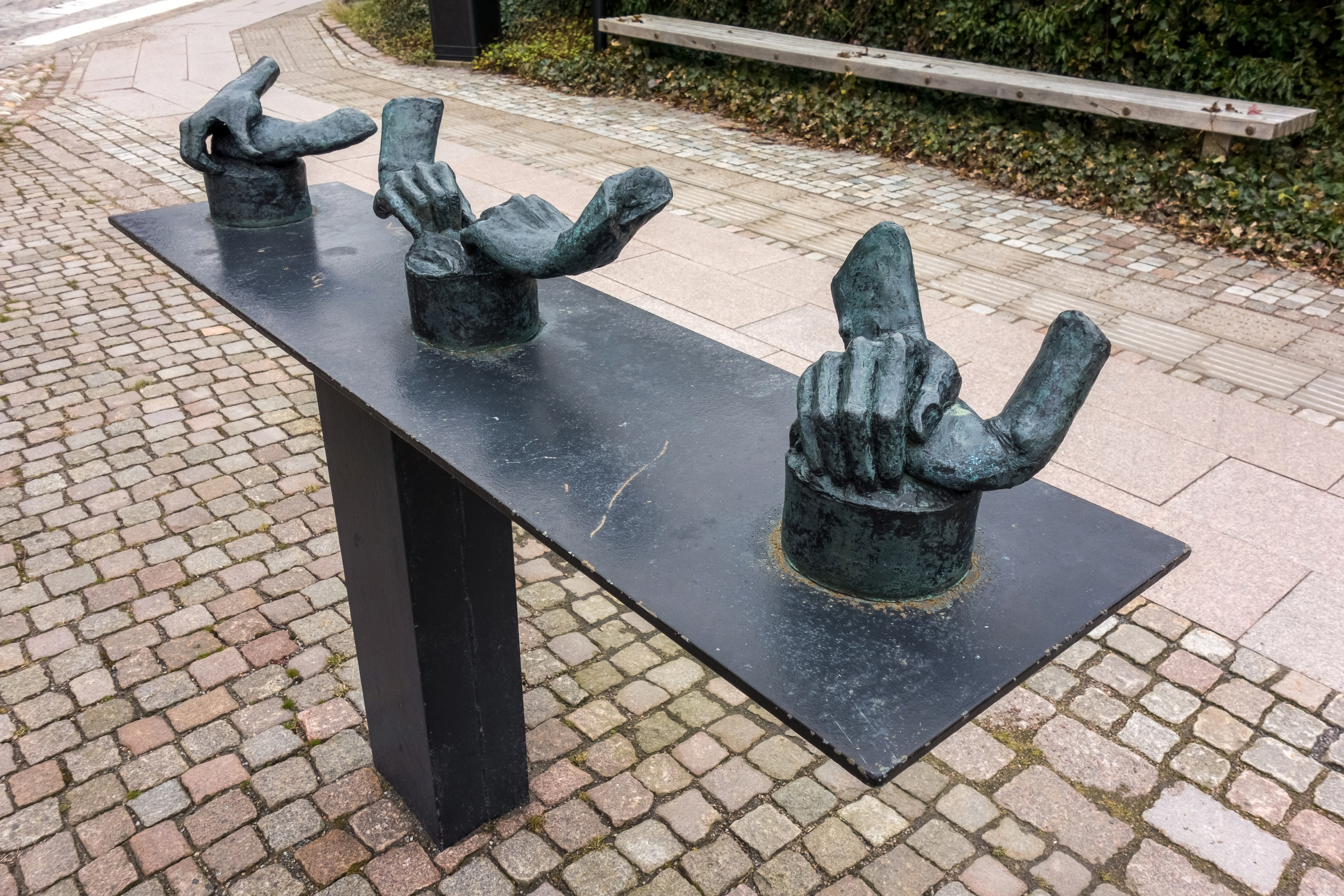
Händers arbete, bronsskulptur 2003 av Linda Lundgren utanför Konsthallen i Lysekil

Linda Elisabeth Lundgren, född 26 februari 1949 i Munkedal, är en svensk konstnär. Hon ingick 1973 äktenskap med konstnär Sverre Lundgren.
Lundgren, som är dotter till snickare Albert Josefsson och Hildur Johansson, studerade vid Konstindustriskolan 1969–1972, vid Valands konstskola 1972–1977 och har varit verksam som konstnär sedan 1977. Hon har bland annat utfört en al frescomålning åt Göteborgs spårvägar (1985). Hon är representerad vid Statens konstråd, Västra Götalandsregionen samt Göteborgs, Uddevalla och Lysekils kommuner.